# Carla Camurati
Carla de Andrade Camurati (Rio de Janeiro, 14 octobre 1960) est une réalisatrice et une actrice brésilienne.

## Biographie
Depuis 2007, Carla Camurati est la présidente de la Fondation Théâtre municipal de Rio de Janeiro.

## Filmographie

### Actrice
- 1981 : Brilhante (série télévisée) : Sônia
- 1981 : O Olho Mágico do Amor (pt) : Vera Maria Gatta
- 1982 : Sol de Verão (pt) (série télévisée) : Olívia
- 1983 : Champagne (pt) (série télévisée) : Bárbara
- 1983 : Onda Nova (pt)
- 1984 : Livre para Voar (pt) (série télévisée) : Bebel / Cristina
- 1984 : Estrela Nua (pt)
- 1984 : A Mulher do Atirador de Facas (court métrage) : Violeta
- 1985 : O Tempo e o Vento (mini-série) : Luzia
- 1985 : Os Bons Tempos Voltaram: Vamos Gozar Outra Vez (pt)
- 1986 : Cidade Oculta (pt) : Shirley Sombra
- 1987 : Eternamente Pagu (pt) : Patrícia 'Pagu' Galvão
- 1987 : A Mulher Fatal Encontra o Homem Ideal (pt) (court métrage)
- 1988 : Fera Radical (série télévisée) : Marília Orsini
- 1989 : Pacto de Sangue (série télévisée) : Aimée
- 1990 : Brasileiras e Brasileiros (série télévisée) : Catarina
- 1991 : Grande Pai (série télévisée) : Priscila
- 1991 : O Corpo : Monique
- 1992 : Você Decide (série télévisée)
- 1994 : Lamarca :Clara
- 1995 : Carlota Joaquina, Princesa do Brazil
- 1996 : Antônio Carlos Gomes
- 2003 : O Ovo (court métrage)

### Réalisatrice
- 1987 : A Mulher Fatal Encontra O Homem Ideal (court métrage)
- 1995 : Carlota Joaquina, Princesa do Brazil
- 1999 : La serva Padrona
- 2001 : Copacabana
- 2006 : Irma Vap: O Retorno

### Productrice
- 2014 : Getúlio de João Jardim (pt)